# Seznam rekultivačních jezer v Česku
Rekultivační jezera v Česku se nacházejí převážně v severních Čechách na území Karlovarského a Ústeckého.

## Seznam jezer
Následují tabulka není kompletním seznam všech antropogenních rekultivačních jezer v Česku.
| jezero                              | okres          | celková plocha rekultivací [ha] | vodní plocha [ha] | maximální hloubka [m] | průměrná hloubka [m] | objem [m³]  | lokalizace                       |
| ----------------------------------- | -------------- | ------------------------------- | ----------------- | --------------------- | -------------------- | ----------- | -------------------------------- |
| Milada (dříve Chabařovické)         | Ústí nad Labem | 1042                            | 252,2             | 24,7                  | ?                    | 35 601 000  | 50°39′15″ s. š., 13°57′ v. d.    |
| Benedikt                            | Most           | ?                               | 4,7               | ?                     | ?                    | ?           | 50°29′36″ s. š., 13°40′4″ v. d.  |
| jezírko u gotického kostela v Mostě | Most           | 14,75                           | 1,83              | ?                     | ?                    | ?           | 50°31′4″ s. š., 13°38′45″ v. d.  |
| Matylda (dříve Vrbenský)            | Most           | ?                               | 38,7              | 4                     | ?                    | ?           | 50°31′31″ s. š., 13°36′36″ v. d. |
| Most (dříve Ležáky)                 | Most           | 1220                            | 311,1             | 75,0                  | ?                    | 69 809 300  | 50°32′17″ s. š., 13°38′43″ v. d. |
| Vrbenský                            | Most           | ?                               | 8                 | 8                     | ?                    | ?           | 50°31′53″ s. š., 13°36′10″ v. d. |
| Michal                              | Sokolov        | ?                               | 29                | 5,6                   | ?                    | 800 000     | 50°9′53″ s. š., 12°40′52″ v. d.  |
| Medard                              | Sokolov        | 4382                            | 493,44            | 50                    | ?                    | 119 850 768 | 50°10′46″ s. š., 12°35′45″ v. d. |
| Barbora                             | Teplice        | ?                               | 55                | 50                    | ?                    | ?           | 50°38′36″ s. š., 13°45′1″ v. d.  |

## Plánovaná jezera
| jezero              | okres    | celková plocha rekultivací [ha] | vodní plocha [ha] | maximální hloubka [m] | průměrná hloubka [m] | objem [m³]  |
| ------------------- | -------- | ------------------------------- | ----------------- | --------------------- | -------------------- | ----------- |
| Kohinoor            | Most     | 294                             | 49                | 17                    | 8                    | 4 000 000   |
| Vršany (též Šverma) | Most     | 4892                            | 467               | 37                    | 15                   | 71 000 000  |
| Jiří-Družba         | Sokolov  | ?                               | 1312,3            | 93                    | ?                    | 514 900 000 |
| Libouš (též Nástup) | Chomutov | ?                               | ?                 | ?                     | ?                    | ?           |
| Centrum (též ČSA)   | Most     | 1957                            | 700–1 259         | 130–150               | ?                    | 273 900 000 |
| Maxim (též Bílina)  | Teplice  | ?                               | ?                 | ?                     | ?                    | ?           |